# 李庭
李庭（13世纪？—1304年），小字劳山，元朝将领，女真人，本姓蒲察氏。
金朝末年李庭家族至中原，改称李氏，定居济阴（今山东省菏泽市），后迁至寿光。至元六年（1269年），选隶军籍，权管军千户。参与攻打南宋襄阳，大败宋将夏贵水军，又击败宋朝襄阳守将吕文焕，力战有功，授益都新军千户，赐号拔都儿。至元十年（1273年）攻破樊城有功，擢升为管军总管。至元十一年（1274年），沿汉水而下，至汉口、鄂州，从伯颜取郢州，攻沙洋，升万户。转战至常州。至元十三年（1276年），至临安（今浙江省杭州市），宋恭帝降，奉命护其内城，收集符印珍宝，护送宋帝太后赴大都。至元十四年（1277年），加汉军都元帅，北征昔里吉、脱脱木儿等，在和林（今蒙古国哈尔和林）附近将其击败。至元十六年（1279年），拜福建行中书省参知政事。至元十七年（1280年），任中书左丞，东征日本。至元十八年（1281年），途中驻军泊鹰岛，路遇大风覆船，抱坏船板得归。收集余众从高丽返回京师，归益都家居。至元二十四年（1287年），召至上都，令统诸卫汉军，跟随忽必烈讨平乃颜反叛，以汉军“铳卒”列于阵前步战获胜，亲获乃颜、塔不台、金刚奴。至元二十五年（1288年），又在辽东击败乃颜余党哈丹秃鲁干，大小数十战。升为尚书左丞、商议枢密院事。官至平章政事，提调诸卫屯田。大德三年（1299年），兼后卫亲军都指挥使。后随海山出镇北边，征怀都。病故。追封益国公，谥武毅。